# Акуловська сільська рада
Акуло́вська сільська рада (рос. Акуловский сельский совет) — сільське поселення у складі Первомайського району Алтайського краю Росії.
Адміністративний центр — село Акулово.

## Населення
Населення — 897 осіб (2019; 1051 в 2010, 978 у 2002).

## Склад
До складу сільської ради входять:
| Населений пункт       | Населення, осіб (2002) | Населення, осіб (2010) |
| --------------------- | ---------------------- | ---------------------- |
| Акулово, село         | 710                    | 773                    |
| Ногино, село          | 1                      | 3                      |
| Пурисево, село        | 110                    | 88                     |
| Старокрайчиково, село | 157                    | 187                    |